# Agrostis vulgaris
Agrostis vulgaris é uma espécie de gramínea do gênero Agrostis, pertencente à família Poaceae.